# Kanton Limoges-Le Palais
Der Kanton Limoges-Le Palais war von 1973 bis 2015 ein französischer Wahlkreis im Arrondissement Limoges, im Département Haute-Vienne und in der Region Limousin; sein Hauptort war Limoges.
Der Kanton umfasste die Wahlberechtigten der Gemeinde Le Palais-sur-Vienne und einem Teil der Stadt Limoges.